# Hanna Björn
Hanna Björn, född 23 juni 1991 i Vasastaden, Stockholm, är en svensk skådespelare. 
Hanna Björn har studerat vid Calle Flygares Teaterskola och Teaterhögskolan i Stockholm. Hon gjorde sin första filmroll i Min så kallade pappa (2014), regisserad av Ulf Malmros, i samband med att Ulf Malmros utannonserade rollen i sociala medier, Instagram. I rollen spelar Hanna Björn bland annat mot skådespelarna Sverrir Gudnason och Vera Vitali.
Björn har en av rollerna i kriminalserien Clark (2022) regisserad av Jonas Åkerlund. Serien baseras på Clark Olofssons memoarer ”Vad fan var det som hände”.

## Filmografi
- 2014: Min så kallade pappa
- 2014: Konsten att få sin mamma att gråta (Tv-serie)
- 2016: Flykten till framtiden
- 2017: Hemma hos Björnen (Tv-serie)
- 2018: Ted – För kärlekens skull
- 2020: Hjärterummet (kortfilm)
- 2020: Loop (kortfilm)
- 2022: Clark (TV-serie)